# Sainte-Colombe, Seine-et-Marne
Sainte-Colombe är en kommun i departementet Seine-et-Marne i regionen Île-de-France i norra Frankrike. Kommunen ligger i kantonen Provins som tillhör arrondissementet Provins. År 2022 hade Sainte-Colombe 1 778 invånare.

## Befolkningsutveckling
Antalet invånare i kommunen Sainte-Colombe
| Referens: INSEE |